# 庚斯博羅灰
庚斯博罗灰（英語：Gainsboro），是一種亮灰色，是灰帶白的色彩。

三原色光模式RGB值為(220,220,220)、印刷四分色模式CMYK值為(0,0,0,14)、HSV色彩属性模式值為(0,0,86)。